# 대한민국 제21대 국회 후반기 의장단 선거
대한민국 제21대 국회 후반기 의장단 선거는 2022년 7월 4일에 실시되었다.
제21대 국회 후반기 의장단 선출을 앞두고 윤석열 정부 출범에 따라 여·야가 바뀌기는 하였으나, 국회의장은 통상 1당에서 내기 때문에, 다수당인 더불어민주당에서 새롭게 국회의장과 야당몫 부의장을 낼 것으로 전망되었다.
국회의장에 더불어민주당 김진표 의원이 선출되었으며, 국회부의장에는 더불어민주당 김영주 의원과 국민의힘 정진석 의원이 각각 선출되었다.
정진석 부의장은 제13대 국회 김재광 부의장 이후 30년만에 연임 부의장이 됐다. 이후 국민의힘 비상대책위원장에 취임하면서 홍영기, 박주선에 이어 역대 세번째로 국회부의장과 소속 정당의 당수를 겸임한 인물이 됐다.

## 선거 제도
국회법 제15조에 따르면, 전반기 의장단은 국회의원 총선거 후 첫 집회일에, 후반기 의장단은 전반기 의장단의 임기 종료일 5일 전에 국회에서 무기명 투표로 선출한다. 다만, 선거일이 공휴일인 경우 그 다음 날에 선거를 실시한다. 만약 1차 투표 결과 재적 의원의 과반을 득표한 자가 없으면 2차 투표를 실시하고, 2차 투표에서도 과반 득표자가 나오지 않을 시 최고득표자와 차점자에 대하여 3차 결선 투표를 실시하되, 이 경우 단순 다수 득표자를 당선자로 한다.

## 배경
2020년 제21대 국회의원 선거에서 여당인 더불어민주당이 과반 이상의 의석 수를 확보해 원내1당 자리를 유지했고, 국회 전반기 의장단 선거에서 의장과 부의장을 단독 선출했다.
그러나 다음 해인 2021년, 민주당은 원내2당인 국민의힘과 상임위원장의 절반을 국민의힘 소속으로 교체함과 동시에, 국민의힘 몫 국회부의장을 선출하기로 결정하면서 국민의힘 몫 국회부의장으로 5선의 정진석 의원이 선출했다.

## 경과
5월 4일, 당시 여당이자 다수당인 더불어민주당의 박홍근 원내대표는 동아일보와의 인터뷰에서 "지난 해 국민의힘과 국민의힘 몫 부의장 선출 및 위원장 교체와 함께 논의했었던 후반기 국회 원구성을 다시 협상해야한다"라고 밝혔다. 그러면서 기존 여야 합의와 달리 후반기 법제사법위원장을 국민의힘이 아니라 민주당이 맡아야 한다고 주장했다.
5월 29일, 박병석 국회의장의 임기가 끝나으나 법사위원장을 놓고 양당이 이견을 좁히지 못해 후반기 국회 개회가 미뤄졌다. 새 여당이자 소수당인 국민의힘에서는 "법제사법위원장 갈등을 끝내고 본회의를 개회해야 한다"라는 입장을 내놓았다.
6월 20일, 국회에서는 공백 사태를 해결하기 위해 원내대표 간의 2차 협상을 진행했으나 합의 타결에 실패하였다. 이에 민주당은 6월 21일 3차 협상에서도 실패하면 단독으로 국회의장을 선출하겠다고 선언했다.
6월 27일, 민주당은 국민의힘에 법사위원장을 양보하는 조건으로 검수완박의 후속 조치를 요구하였으나 국민의힘은 "국민과의 약속을 파기하며 악법에 동조할 이유는 없다"며 거절하였다. 결국 민주당은 협상 시한을 6월 30일까지로 정하며 "국민의힘이 협상에 불응할 시 7월에 임시국회를 소집해 국회의장과 부의장을 단독 선출할 것"이라며 최후 통첩을 날렸다.
그리고 6월 28일, 민주당은 단독으로 의장과 부의장을 선출하기 위해 7월 임시국회 소집요구서를 국회에 제출했다. 국민의힘은 "민주당이 일방적으로 본회의를 소집한다면 이는 입법 독재 재시작의 신호탄이 될 것"이라며 강력하게 비판했다.
6월 30일, 민주당은 의원총회를 열어 의장단 선출을 7월 4일로 연기하고 국민의힘에 기회를 주겠다는 입장을 밝혔다. 박홍근 원내대표는 7월 2일과 3일에 국민의힘과 추가 협상을 하겠다고 밝히면서 "국민의힘과 지속적으로 협상을 이어가고 국민의힘이 양보안을 제출할 수 있도록 인내심을 갖고 기다리자고 결론을 내렸다"고 밝혔다.

## 후보

### 국회의장 후보

#### 더불어민주당
원내 제1당인 더불어민주당은 5월 13일, 후반기 국회의장단 경선을 5월 24일로 정하고 5월 16일과 5월 17일에 국회의장 후보와 더불어민주당 몫 국회부의장 후보를 등록받기로 결정했다.
더불어민주당의 국회의장 후보로는 5선의 김진표 전 경제부총리, 이상민 전 국회 법제사법위원장, 조정식 전 민주당 원내부대표, 4선의 우상호 전 더불어민주당 원내대표가 각각 출마를 선언했다. 4선의 김상희 국회부의장이 연임에 도전할 가능성도 거론되었으나, 5월 17일 언론을 통해 "현재는 민주당의 화합과 지방선거 승리가 중요하다"며 불출마를 선언했다. 5선의 안민석 전 국회 문화체육관광위원회 위원장도 후보군으로 거론되었으나 5월 17일 "김동연 경기도지사 후보의 선거 운동에 집중하겠다"라며 불출마를 선언했다.
경선 결과 5선의 김진표 의원이 국회의장 후보로 선출되었다.
| 후보자    | 득표수 | 득표율 |
| --------- | ------ | ------ |
| 김진표    | 89표   | 53.61% |
| 우상호    | 57표   | 34.34% |
| 조정식    | 18표   | 10.84% |
| 이상민    | 2표    | 1.2%   |
| 총 투표수 | 166표  | 99.4%  |

### 국회부의장 후보

#### 더불어민주당
더불어민주당의 국회부의장 후보로는 5선의 변재일 전 정보통신부 장관과 4선의 김영주 전 고용노동부 장관이 출마를 선언했다.
경선 결과 4선의 김영주 의원이 국회부의장 후보로 선출되었다.
| 후보자    | 득표수 | 득표율 |
| --------- | ------ | ------ |
| 김영주    | 114표  | 68.67% |
| 변재일    | 52표   | 31.32% |
| 총 투표수 | 166표  | 99.4%  |

#### 국민의힘
전반기 국회부의장을 지낸 정진석 부의장 선출 당시, 그 임기를 2022년 12월 말까지 하기로 정하였다.
전반기 국회부의장의 임기는 국회법에 따라 2022년 5월 29일 자동 종료되기 때문에 여야 합의에 불구하고 정진석 부의장은 퇴임했다.
따라서 정 부의장은 후반기 선거에 재출마하되, 두번째 임기를 연말까지 수행하고 사퇴하기로 했다.
국민의힘은 정진석 의원을 전반기 부의장 후보로 지명하면서 사실상 후반기 부의장 후보로도 추대했으므로, 후반기 선거를 앞두고 별도로 경선이나 지명 발표를 진행하지 않았다.

## 선거 결과

### 국회의장 선거
| 후보   | 소속         | 득표 | %     |
| ------ | ------------ | ---- | ----- |
| 김진표 | 더불어민주당 | 255  | 85.3  |
| 정진석 | 국민의힘     | 2    | 0.7   |
| 김영주 | 더불어민주당 | 1    | 0.3   |
| 박병석 | 더불어민주당 | 1    | 0.3   |
| 박성민 | 국민의힘     | 1    | 0.3   |
| 변재일 | 더불어민주당 | 1    | 0.3   |
| 이상민 | 더불어민주당 | 1    | 0.3   |
| 기권   | 기권         | 1    | 0.3   |
| 무효   | 무효         | 12   | 4.0   |
| 결석   | 결석         | 24   | 8.0   |
| 재적   | 재적         | 299  | 100.0 |

### 더불어민주당 몫 국회부의장 선거
| 후보   | 소속         | 득표 | %     |
| ------ | ------------ | ---- | ----- |
| 김영주 | 더불어민주당 | 243  | 81.3  |
| 정진석 | 국민의힘     | 2    | 0.7   |
| 김태년 | 더불어민주당 | 1    | 0.3   |
| 심상정 | 정의당       | 1    | 0.3   |
| 윤창현 | 국민의힘     | 1    | 0.3   |
| 기권   | 기권         | 1    | 0.3   |
| 무효   | 무효         | 9    | 3,0   |
| 결석   | 결석         | 41   | 13.7  |
| 재적   | 재적         | 299  | 100.0 |

### 국민의힘 몫 국회부의장 선거
| 후보   | 소속     | 득표 | %     |
| ------ | -------- | ---- | ----- |
| 정진석 | 국민의힘 | 223  | 74.6  |
| 권성동 | 국민의힘 | 1    | 0.3   |
| 김기현 | 국민의힘 | 1    | 0.3   |
| 김성원 | 국민의힘 | 1    | 0.3   |
| 윤두현 | 국민의힘 | 1    | 0.3   |
| 기권   | 기권     | 2    | 0.7   |
| 무효   | 무효     | 6    | 2.0   |
| 결석   | 결석     | 64   | 21.4  |
| 재적   | 재적     | 299  | 100.0 |